# カメラ万年筆
カメラ万年筆（カメラまんねんひつ、仏語caméra-stylo、「カメラ・ペン」の意)とは、フランスの映画批評家で、ヌーヴェルヴァーグの映画監督であるアレクサンドル・アストリュックの提唱した映画理論の一つである。
1948年、『レクラン・フランセ L'Écran Français』誌に『カメラ＝万年筆、新しき前衛の誕生（Naissance d'une nouvelle avant-garde : la caméra-stylo）』を発表。この論文の中で、アストリュックは、映画の芸術としての成熟を構想し、次のような見解にいたる。
```
映画は目に見えるもの、映像のための映像、物語の直接的で具体的な要求から次第に解放され、ちょうど書き言葉と同じくらい柔軟で繊細な書くための手段となるだろう。
```

同論は、『レクラン・フランセ』誌に寄稿していた批評家アンドレ・バザンの共感を呼び、また、多くのシネフィルに衝撃を与え、やがてのちの「作家主義」の思想的源泉となった。「ヌーヴェル・ヴァーグ」の思想および作家理論の発展に影響を与えた。